# Kozmice (ort i Tjeckien, lat 49,91, long 18,16)
Kozmice är en ort i Tjeckien. Den ligger i den östra delen av landet, 270 km öster om huvudstaden Prag. Kozmice ligger 241 meter över havet och antalet invånare är 1 808.
Terrängen runt Kozmice är platt. Runt Kozmice är det mycket tätbefolkat, med 1 463 invånare per kvadratkilometer. Närmaste större samhälle är Ostrava, 12,5 km sydost om Kozmice. Runt Kozmice är det i huvudsak tätbebyggt.